# Leiophron gloriae
Leiophron gloriae är en stekelart som först beskrevs av Van Achterberg och Pablo C. Guerrero 2003.  Leiophron gloriae ingår i släktet Leiophron och familjen bracksteklar. Inga underarter finns listade i Catalogue of Life.